# サヤーム・フィルハーモニック管弦楽団
サヤーム・フィルハーモニック管弦楽団（英語:Siam Philharmonic Orchestra、 タイ語:วงดุริยางค์สยามฟิลฮาโมนิคออเคสตร้า、略称:SPO）は、タイ王国のオーケストラ。バンコクに活動拠点を持つ。日本語ではサイアム・フィルハーモニック・オーケストラとも表記される。

## 概要
サヤーム・フィルハーモニック管弦楽団は2002年にソムトウ・スチャリトカル（สมเถา สุจริตกุล、Somtow Sucharitkul）の指導の下で結成された。MIFA シンフォニエッタ管弦楽団（The MIFA Sinfonietta the orchestra）を前身とする。サヤーム・フィルハーモニック管弦楽団は結成当初、ハイドン、ベートーヴェン、モーツァルトの演奏から始まった。現在ではマーラー、シュトラウス、シベリウスの演奏も行うようになっている。2003年には、ハレ管弦楽団とロンドン・フィルハーモニー管弦楽団に所属するヴァイオリニストであるレオ・フィリップス（Leo Phillips）を客員コンサートマスターとして招いた。2005年にはトリサディー・ナ・パッタルン（ทฤษฎี ณ พัทลุง）が副指揮者に就任。また、同管弦楽団はバンコク・オペラの常任オーケストラでもあり、バンコク・オルフェウス合唱団（Orpheus Choir of Bangkok）と連携して公演をしている。バロック時代のオペラから、現代オペラまで幅広い演奏を行っている。

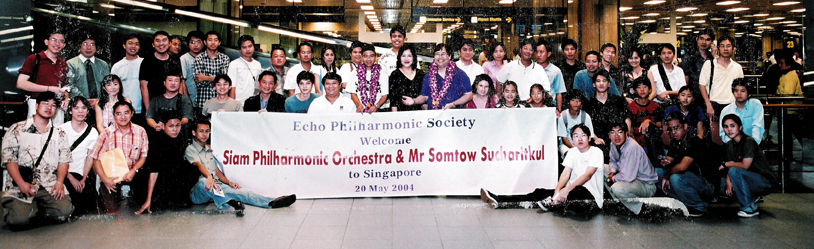
2004年シンガポールツアー中のサヤーム・フィルハーモニック管弦楽団のメンバー